# New Home Township (Missouri)
New Home Township est un township du comté de Bates dans le Missouri, aux États-Unis,. En 2000, le township comptait une population de 222 habitants. Il est baptisé en référence à la communauté non-incorporée de New Home (en).

## Source de la traduction
- (en) Cet article est partiellement ou en totalité issu de l’article de Wikipédia en anglais intitulé « New Home Township, Bates County, Missouri » (voir la liste des auteurs).